# Gustav Wilhelm Körber
Gustav Wilhelm Körber (Jelenia Góra, 10 gennaio 1817 – Breslavia, 27 gennaio 1885) è stato un botanico tedesco.
Studiò scienze naturali a Breslavia e a Berlino, ottenendo il dottorato nel 1839 con la tesi De gonidiis lichenum. Dopo la laurea, lavorò come insegnante presso la "Elisabethanum" a Breslavia, e dal 1862, lavorò come insegnante privato. Nel 1873 diventò professore associato presso l'Università di Breslavia.
Meglio conosciuto per le sue indagini di specie di licheni native della Slesia, esaminò anche gli esemplari di licheni nell'Europa centrale e sud-orientale e nelle regioni del Mediterraneo e del artide. I generi Koerberia e Koerberiella acquisiscono il suo nome.

## Opere principali
- Grundriss der kryptogamen-kunde, 1848.
- Systema lichenum Germaniae: Die Flechten Deutschlands, 1855.
- Parerga lichenologica: Ergänzungen zum Systema lichenum, 1865.
- Lichenen aus Istrien, Dalmatien u. Albanien: (con Emanuel Weiss), 1867.
- Lichenen Spitzbergens und Novaja-Semlja's, auf der graf Wilczek'schen expedition, 1872.[4]